# Willi Stähelin
Willi Stähelin, né le 11 septembre 1897 à Sommeri, mort le 17 octobre 1972 à Frauenfeld, originaire de Sommeri (TG), est un homme politique suisse, catholique, conservateur et traditionaliste, originaire de Sommeri (TG).

## Biographie
Willi Stähelin est le fils de Johann Wilhelm Stähelin, agriculteur et président de commune. Il épouse en 1935 Margaritha Moser, fille de Josef Moser, boucher et marchand de bétail. De cette union est né en 1944  Philipp Stähelin. Issue d'une famille aisée de Sommeri (d'Obersommeri en 1759 et de Niedersommeri en 1813), originaire d'Egnach, ils occupent de nombreuses charges publiques depuis le XIXe siècle (présidents de commune, juges de district et députés au Grand Conseil). À l'exception de Johann Andreas Stähelin, libéral-radical au début de sa carrière, les Stähelin furent fermement ancrés dans les milieux catholiques.
Député au Grand Conseil thurgovien de 1930 à 1935, il est élu en 1934 jusqu'en 1935, président du Parti populaire catholique de son canton, aujourd'hui Parti démocrate-chrétien (PDC), puis conseiller d'État de 1935 à 1968.

## Sources
- « Willi Stähelin » dans le Dictionnaire historique de la Suisse en ligne. (consulté le 19/04/2012).
- « Stähelin (famille) » dans le Dictionnaire historique de la Suisse en ligne. (consulté le 19/04/2012).